# IPhone 5S
L'iPhone 5S és un telèfon intel·ligent de gamma alta desenvolupat per la companyia estatunidenca Apple que conserva l'aspecte exterior del seu antecessor. Va ser presentat com la setena generació de l'iPhone al costat de l'iPhone 5C el 10 de setembre de 2013, sent el successor de l'iPhone 5.
Aquest mòbil disposa d'un processador A7 de doble nucli a 1.3 GHz, amb arquitectura de 64 bits, convertint-se així en el primer dispositiu mòbil, produït en sèrie, amb aquesta tecnologia. Segons Apple la seva velocitat ha augmentat en més del doble que l'iPhone 5 i a més treballa amb un coprocessador de moviment anomenat M7. D'altra banda, també destaca la seva tecnologia Touch ID de reconeixement d'empremtes dactilars per desbloquejar el telèfon, utilitza l'últim sistema operatiu iOS 7, pantalla tàctil de 4" (101,6 mm), càmera posterior iSight de 8 Mpx i frontal de 1.2 Mpx, 1 GB de RAM, i presentat amb 16, 32 i 64 GB d'emmagatzematge intern.
Per connexió a xarxes mòbils i sense fils Apple va llançar 5 models: 
model GSM A1533, model CDMA A1533, model A1453, model A1457 i model A1530.
Apple va realitzar un esdeveniment a San Francisco (Califòrnia) el 10 de setembre de 2013, que va constituir el llançament oficial de l'iPhone 5S. Estan disponibles els colors gris espacial, plata i or.

## Història

### Anunci
Des de meitat d'any de 2013 rondaven diverses filtracions del nou model successor de l'iPhone 5, ja que era d'esperar la seva terminació "S". Finalment Apple va anunciar la seva presentació per al 10 de setembre de 2013. Juntament amb l'IPhone 5C.

## Especificacions

### Maquinari

#### Processador
Inclou un SoC A7 de doble nucli a 1.3 GHz, amb arquitectura de 64 bits basat en ARMv8. Compta amb 1 GB de memòria RAM LPDDR3 i més compta amb un GPU de Imagination Technologies PowerVR G6430 de quatre nuclis, acompanyat d'un coprocessador M7 l'ús es limita al processament de sensors com el giroscopi, acceleròmetre i brúixola, permetent una reducció del consum energètic.

#### Cambra
La seva càmera principal ofereix un lent de 8 megapíxels amb píxels d'1,5 μ i Obertura de ƒ / 2,2, amb coberta de vidre de safir. Aquesta versió inclou una tecnologia Flash True Tone que conté dos LED, un color blanc i un altre color ambre que es barregen depenent la llum ambiental amb determinats algoritmes la fotografia es mostri amb tons més naturals. La seva càmera frontal pren fotos amb resolució d'1,2 megapíxels per utilitzar-la en videotrucades amb integració especial de Facetime.
La resolució de gravació de vídeo màxima és 4K, però com de costum, Apple limita les capacitats de la càmera per estalviar bateria i espai al dispositiu, ja que en gravar en la qualitat de vídeo esmentada, un minut faria servir 1GB de memoría. També permet realitzar preses en càmera lenta, a causa de la capacitat de gravar en 120 f/s per segon en aquesta manera de captura.

#### Sensors
Compta amb Giroscopi de tres eixos, Acceleròmetre, Sensor de proximitat, Sensor de llum ambiental, Sensor d'identitat per empremta dactilar (Touch ID). Al principi el giroscopi i l'acceleròmetre estaven mal calibrats en alguns models. Apple va solucionar aquest problema amb una actualització de programari

#### Touch ID
Una de les característiques més comentades sobre l'IPhone 5S és el seu lector d'empremtes dactilars incorporat al botó Home que permet identificar l'usuari mitjançant la seva empremta dactilar en lloc de teclejar la clau numèrica de 4 dígits, també s'incorpora quan l'usuari desitja adquirir alguna app de l'App Store o cançons a l'iTunes Store.

## Cronologia dels models
Fonts: Biblioteca comunicat de premsa d'Apple